# Sorbona
La Sorbona (in francese Sorbonne) è uno storico edificio di Parigi, in Francia, la cui fama è legata alle università di cui è stata ed è ancora sede. Si trova sulla riva sinistra della Senna, nel quartiere latino, compresa tra rue des Écoles, rue Saint Jacques, rue Cujas e l'omonima Place de la Sorbonne.

## Origini del nome
Il nome designava in origine il Collegio della Sorbona, fondato dal cattolico Robert de Sorbon, cappellano e confessore di re San Luigi IX, nel 1253, ma il termine Sorbona viene utilizzato anche per indicare, più generalmente, l'antica università di Parigi medievale (esistita dal XIII secolo fino al 1793), le diverse facoltà che vi avevano sede nel XIX secolo, e la nuova Università di Parigi (esistita dal 1896 al 1970).
Quando nel 1971 l'Università di Parigi è stata divisa in tredici distinte università, tre di esse presero l'appellativo Sorbona nel loro nome e mantennero locali all'interno dello storico edificio:
- l'Università Pantheon-Sorbona (Parigi I);
- l'Università Sorbonne Nouvelle (Parigi III);
- l'Università di Parigi-Sorbona (Parigi IV).

In seguito, nel 2018, quest'ultima si è fusa con l'Università Pierre e Marie Curie per formare la nuova Sorbonne Université.

## Storia
Il Collegio della Sorbona venne fondato nel 1257 dal teologo Robert de Sorbon, cappellano e confessore di Luigi IX, all'interno dell'Università di Parigi. Nel collegio si insegnava principalmente la teologia agli studenti più poveri.
Nel 1469, per iniziativa di Luigi XI, all'interno della Sorbona venne creata la prima stamperia di Francia, gestita dal rettore Jean Heynlin e dal bibliotecario Guillaume Fichet.
Il cardinale Richelieu, che studiò alla Sorbona nel 1606-1607, divenne rettore dell'Università nel 1622. Fece restaurare l'edificio e fece costruire la cappella, opera di Jacques Lemercier, nella quale egli poi trovò sepoltura. Dedicata originariamente a sant'Orsola, fu privata della sua funzione originaria durante la Rivoluzione francese, quando venne consacrata a tempio della dea Ragione. Successivamente Napoleone la trasformò in atelier per artisti. Attualmente è utilizzata per ricevimenti o esposizioni.
Nel 1806 Napoleone riorganizzò il sistema d'insegnamento francese, istituendo un'Università di Francia, di cui 5 facoltà avevano sede a Parigi (Scienze, Lettere, Teologia cattolica, Diritto, Medicina). La Sorbona divenne la sede della facoltà di Scienze, della facoltà di Lettere e della facoltà di Teologia cattolica.
Caduto l'impero napoleonico, il primo ministro di Luigi XVIII, Armand Emmanuel du Plessis, duca di Richelieu, per onorare la memoria del Cardinale suo antenato e per dare prestigio alla Sorbona, fece costruire un grande anfiteatro da 1200 posti. Professori celebri come François Guizot o Victor Cousin, vi tennero le loro lezioni. L'insegnamento della teologia cattolica fu soppresso nel 1885 per legge.
Durante la terza repubblica, per volontà di Jules Ferry, fu intrapresa la ricostruzione degli edifici del XVII secolo, i quali lavori furono diretti dall'architetto Henri-Paul Nénot. I vecchi edifici furono demoliti tra il 1884 e il 1894, mentre la costruzione di quelli nuovi cominciò nel 1885. Una prima parte fu inaugurata nel 1889, centenario della Rivoluzione, dal presidente Marie François Sadi Carnot, mentre la totalità dei lavori fu completata nel 1901.
È nel 1894 che il barone Pierre de Coubertin fonda, alla Sorbona, il CIO, che segna la nascita delle moderne olimpiadi.
Nel 1895 fu ricostituita l'Università di Parigi, che raggruppava le cinque facoltà dell'epoca napoleonica, e la Sorbona ne divenne la sede.

### L'occupazione della Sorbona
Nel maggio del 1968, la Sorbona fu il cuore delle manifestazioni studentesche, cominciate con l'occupazione della facoltà di Nanterre nel marzo dello stesso anno, che sfoceranno in un'ampia contestazione nazionale e in un prolungato sciopero generale dei lavoratori (eventi noti con il nome di Maggio francese).
I primi scontri del Maggio '68 nacquero in seguito all'intervento della polizia nel cortile della Sorbona, il 3 maggio: davanti al rischio di scontri tra il gruppo neofascista Occidente, che si muoveva verso la Sorbona, e gli studenti di estrema sinistra radunati nel cortile dell'università, la polizia ordinò un'evacuazione, a cui seguirono scontri con gli studenti e decine di arresti.
È il primo dei molti confronti, tra studenti e forze dell'ordine, che si susseguirono nelle strade del quartiere latino per tutto il mese di maggio, quando la protesta si allargò e coinvolse strati sempre più ampi della popolazione. A partire dal 13 maggio, incominciò lo sciopero generale e l'università fu occupata.
Soltanto nel giugno 1968, dopo che il presidente Charles de Gaulle aveva sciolto l'Assemblea Nazionale e indette nuove elezioni (da cui il suo partito uscì poi vincente), la protesta rientrò.
Nel 2006, centinaia di manifestanti che protestavano contro la legge nota come "pari opportunità" (égalité des chances, in lingua francese) e contro il "Contratto di prima assunzione" (CPE), occuparono la Sorbona per tre notti, dall'8 all'11 marzo, prima di essere evacuati dalle forze dell'ordine. Il quartiere è rimasto di difficile accesso per settimane e la Sorbona ha riaperto le porte solo il 24 aprile dello stesso anno, per paura che nuove occupazioni potessero verificarsi di nuovo, sebbene i corsi abbiano potuto riprendere il loro svolgimento molto lentamente. I danni provocati da questa protesta ammontano a circa 800.000 euro, cifra che ha costretto l'università ad affittare i locali per la produzione di film o telefilm, al fine di trovare il denaro necessario per pagare i lavori di ristrutturazione.

## Architettura
All'inizio del XVII secolo, il collegio della Sorbona si presentava come un insieme di edifici diversi, collocati lungo la rue de la Sorbonne, tra il chiostro di San Bernardo a nord e il collegio di Calvi a sud; vi era anche una cappella del XIV secolo, che dava su rue de la Sorbonne.
È nel 1626 che il cardinale Richelieu ordinò la ristrutturazione dell'insieme, e nel 1630 il progetto iniziale fu ampliato e migliorato; la cappella originale, che in un primo momento doveva solo essere modernizzata, fu invece demolita e sostituita da un edificio di vaste dimensioni, progettato dall'architetto Jacques Lemercier: diventerà il mausoleo del Cardinale dopo la sua morte. Il grosso dei lavori, cominciati nel 1635, era già compiuto alla morte del Cardinale nel 1642 e i lavori furono completamente ultimati dalla duchessa d'Arguillon, erede di Richelieu. Tale cappella appartiene ai capolavori dell'architettura parigina. Al suo interno vi è un organo di Dallery, inoperante ormai da più di 150 anni, che non può più essere utilizzato benché conservato in buono stato.
Gli edifici che si vedono oggigiorno sono quelli costruiti alla fine del XIX secolo.